# Farah Zeynep Abdullah
Farah Zeynep Abdullah (anhörenⓘ; * 17. August 1989 in Istanbul) ist eine türkische Schauspielerin und Sängerin.

## Leben und Karriere
Sie erwarb ihre Hochschulreife in England und studierte anschließend Schauspiel an der University of Kent. Farah Zeynep Abdullah wurde durch die türkische Fernsehserie Öyle Bir Geçer Zaman ki (deutsch etwa: „Wie die Zeit vergeht“) bekannt. Sie spielte in bisher zwei Staffeln mit 79 Folgen die Rolle der am Ende der zweiten Staffel verstorbenen Familientochter Aylin Akarsu Talaşoğlu.

## Diskografie
Singles
- 2014: Gel Ya Da Git
- 2014: Nafile
- 2014: Eyvah
- 2014: Sevdim
- 2014: Başka Güzel
- 2014: Bir Mazi Bin Hatıra
- 2017: Paramparça (mit Emir Ersoy)
- 2017: Haydi Gel İçelim (mit Emir Ersoy)
- 2018: Bu Hangi Masaldı?
- 2018: Milyonzade
- 2018: Boşvermişim Dünyaya
- 2019: Sen Unutulacak Kadın Mısın (mit Erol Evgin)
- 2020: Eller Eller
- 2022: Bana Neler Vadettin

## Filmografie
Filme
- 2013: Kelebeğin Rüyası
- 2014: Bi Küçük Eylül Meselesi
- 2014: Unutursam Fısılda
- 2016: Ekşi Elmalar
- 2018: Arif V 216
- 2018: Bizim İçin Şampiyon
- 2022: Bergen

Serien
- 2010–2012: Öyle Bir Geçer Zaman Ki
- 2014: Kurt Seyit Ve Şura
- 2016–2017: Muhteşem Yüzyıl: Kösem
- 2018: Gülizar
- 2020–2021: Masumlar Apartmanı